# گلوتامات ها
استرها و نمک‌های اسید گلوتامیک مهم‌تر از همه، نمک‌های L- گلوتامیک اسید به دلیل استفاده از آنها به عنوان تقویت کننده طعم در خوراکها شناخته شده‌است. نمک سدیم ساده مونوسدیم گلوتامات نامیده می‌شود و بیشترین استفاده را دارد. علاوه بر این، مونو پتاسیم گلوتامات، دی گلوتامات کلسیم، مونوآمونیم گلوتامات و دی گلوتامات منیزیم تصویب شد.

## پیوندها
|                   | مونوسدیم گلوتامات                         | مونو پتاسیم گلوتامات                | دی گلوتامات کلسیم             | مونوآمونیم گلوتامات             | دی گلوتامات منیزیم                          |
| ----------------- | ----------------------------------------- | ----------------------------------- | ----------------------------- | ------------------------------- | ------------------------------------------- |
| فرمول             | </img> C5H8NNaO4 _                        | </img> C5H8KNO4 _                   | </img> C10H16CaN2O8 _         | </img> C5H12N2O4 _              | </img> C10H16MgN2O8 _                       |
| جرم مولی          | ۱۶۹:۱۳ گرم مول -1                         | ۱۸۵٫۲۲ گرم مول -1                   | ۳۳۲٫۳۲ گرم مول -1             | ۱۶۴٫۱۶ گرم مول -1               | ۳۱۶٫۵۵ گرم مول -1                           |
| CAS               |                                           |                                     |                               |                                 |                                             |
| PubChem           | پاب‌کم 23672308                            | پاب‌کم 23669634                      | پاب‌کم 129630695               | پاب‌کم 16219390                  | پاب‌کم 4092622                               |
| ویکی‌داده          | مونوسدیم گلوتامات (Q179678)               | مونوپتاسیم گلوتامات (Q3029787)      | calcium diglutamate (Q591440) | مونوآمونیوم گلوتامات (Q8213959) | منیزیم دی‌گلوتامات (Q1821120)                |
| شماره EC          | ۲۰۵-۵۳۸-۱                                 | ۲۴۳-۰۹۴-۰                           | ۲۲۷-۸۳۸-۱                     | ۲۳۱-۴۴۷-۱                       | ۲۴۲-۴۱۳-۰                                   |
| کارت اطلاعات ECHA | ۱۰۰٫۰۰۵٫۰۳۵                               | ۱۰۰٫۰۳۹٫۱۶۱                         | ۱۰۰٫۰۲۵٫۳۰۷                   | ۱۰۰٫۰۲۸٫۵۸۹                     | ۱۰۰٫۰۳۸٫۵۴۲                                 |
| شماره E           | E621                                      | E622                                | E623                          | E624                            | E625                                        |
| سنگدانه، رنگ      | جامد بی‌رنگ و کریستالی                     | جامد سفید (مونوهیدرات)              | جامد سفید بدون بو             | جامد سفید بدون بو               | جامد سفید                                   |
| نقطه ذوب          | ۱۶۳ درجه سانتیگراد (تجزیه)                | ۱۱۵–۱۱۸ درجه سانتیگراد (مونوهیدرات) |                               | ۱۶۹–۱۷۳ درجه سانتیگراد          | ۱۳۰–۱۳۵ درجه سانتیگراد (تجزیه، تترا هیدرات) |
| انحلال پذیری      | ۳۸۵ گرم در لیتر در آب (۲۵ درجه سانتیگراد) | محلول در آب                         | به راحتی در آب حل می‌شود       | به راحتی در آب حل می‌شود         | به راحتی در آب حل می‌شود                     |
| داده‌های سمی       | 19900 mg·kg                               | 7900 mg·kg                          |                               |                                 | 14700 mg·kg                                 |

## به وقوع پیوستن
اسید آمینه L - گلوتامیک اسید در تمام موجودات زنده به عنوان جزئی از پروتئین‌ها وجود دارد. بنابراین به‌طور طبیعی تقریباً در تمام خوراکهای حاوی پروتئین یافت می‌شود. کازئین (۲۳٫۶٪، گلوتن گندم (۳۱٫۴٪، گلوتن ذرت (۱۸٫۴٪، پروتئین سویا (%۱۸٫۵)، عصاره مخمر (۱۱٫۹٪ یا ملاس چغندرقند. با یک رژیم خوراکیی مخلوط معمولی، مصرف روزانه گلوتامات جی ۸–۱۲ است . انتخابی در جدول زیر نشان داده شده‌است، که در آن نسبت گلوتامات آزاد نیز علاوه بر محتوای گلوتامات متصل شده آورده شده‌است.
| مواد خوراکیی | گلوتامات محدود | گلوتامات رایگان |
| ------------ | -------------- | --------------- |
| شیر گاو      | ۰٫۸۲٪          | ۰٫۰۰۲٪          |
| شیر مادر     | ۰٫۲۳٪          | ۰٫۰۲٪           |
| پنیر پارمزان | ۹٫۸۵٪          | ۱٫۲۰٪           |
| تخم مرغ      | ۱٫۵۸٪          | ۰٫۰۲٪           |
| گوشت گاو     | ۲٫۸۵٪          | ۰٫۰۳٪           |
| گوشت خوک     | ۲٫۳۳٪          | ۰٫۰۲٪           |
| کد           | ۲٫۱۰٪          | ۰٫۰۰۹٪          |
| ماهی سالمون  | ۲٫۲۲٪          | ۰٫۰۲٪           |
| نخود فرنگی   | ۵٫۵۸٪          | ۰٫۲۰٪           |
| ذرت          | ۱٫۷۷٪          | ۰٫۱۳٪           |

آنزیم‌های تجزیه کننده پروتئین (پروتئازها) اسید گلوتامیک را از پروتئین‌ها آزاد می‌کنند. هنگامی که یک خوراک پخته، خشک یا تخمیر می‌شود، رها شدن از سلول‌ها را می‌توان از طریق شکاف‌هایی در غشای سلولی که در نتیجه ایجاد می‌شود، افزایش داد. به‌طور کلی، محتوای گلوتامات با درجه رسیدن خوراک افزایش می‌یابد. در پنیر، محتوای گلوتامات با طول مدت بلوغ به دلیل تخریب پروتئین توسط باکتری‌ها و قارچ‌ها، در ژامبون خشک شده در هوا در نتیجه آنزیم‌های تجزیه کننده پروتئین موجود در خوراک در طی خودکافت افزایش می‌یابد.
گلوتامات‌های آزاد به‌خصوص در محصولات کاملاً رسیده و خشک، به‌ویژه گوجه‌فرنگی، گوشت، شیتاکه، پنیر و چاشنی‌ها و سس‌هایی مانند به‌عنوان مثال، فراوان هستند. سس سویا، سس ماهی، آبگوشت، آب گوشت، عصاره گوشت، هیدرولیزهای پروتئین، عصاره مخمر، چاشنی مگی و دانه کرفس. در شیر مادر، بلوک ساختمانی اسید گلوتامیک رایج‌ترین اسید آمینه است، کسر آزاد آن به حدود ‰۰٫۲ می‌رسد.

### گلوتامات در خوراک
| مواد خوراکیی        | گلوتامات کسر جرمی در % |
| ------------------- | ---------------------- |
| ژامبون، خشک شده     | 0.337                  |
| گوشت اردک           | 0.069                  |
| جوجه                | 0.044                  |
| گوشت گاو            | 0.033                  |
| گوشت خوک            | 0.023                  |
| تخم مرغ             | 0.023                  |
| گوشت بره            | 0.008                  |
| ساردین              | 0.280                  |
| ماهی مرکب           | 0.146                  |
| گوش ماهی            | 0.140                  |
| خارپشت دریایی       | 0.140                  |
| صدف خوراکی          | 0.130                  |
| صدف                 | 0.105                  |
| خاویار              | 0.080                  |
| شاه خرچنگ           | 0.072                  |
| نیبوشی (ساردین خشک) | 0.050                  |
| میگو                | 0.040                  |
| ماهی خال مخالی      | 0.036                  |
| دانه‌های بونیتو      | 0.036                  |
| ماهی تن، خشک شده    | 0.031                  |
| خاویار ماهی قزل آلا | 0.022                  |
| ماهی سالمون         | 0.020                  |
| خرچنگ               | 0.019                  |
| کد                  | 0.009                  |
| خرچنگ               | 0.009                  |
| شاه ماهی            | 0.009                  |
| شیر مادر            | 0.019                  |
| شیر بز              | 0.004                  |
| شیر گاو             | 0.001                  |
| پنیر پارمسان        | 1-2.7                  |
| پنیر روکوفور        | 1.280                  |
| پنیر گرویر          | 1.050                  |
| پنیر استیلتون       | 0.820                  |
| پنیر کابرالس        | 0.760                  |
| پنیر دانابلو        | 0.670                  |
| پنیر گودا           | 0.460                  |
| پنیر کممبر          | 0.390                  |
| پنیر امانتال        | 0.308                  |
| پنیر چدار           | 0.182                  |

| مواد خوراکیی        | گلوتامات کسر جرمی در % |
| ------------------- | ---------------------- |
| گوجه فرنگی، خشک شده | 0.648                  |
| چای سبز             | 0.450                  |
| گوجه فرنگی          | 0.246                  |
| سیب زمینی، آب‌پز     | 0.180                  |
| سیب زمینی           | 0.102                  |
| ذرت                 | 0.130                  |
| کلم بروکلی          | 0.115                  |
| نخود                | 0.106                  |
| ریشه نیلوفر آبی     | 0.103                  |
| سیر                 | 0.099                  |
| کلم چینی            | 0.094                  |
| سویا                | 0.066                  |
| پیاز                | 0.051                  |
| کلم سفید            | 0.050                  |
| مارچوبه، سبز        | 0.049                  |
| اسفناج              | 0.048                  |
| کاهو                | 0.046                  |
| گل کلم              | 0.046                  |
| مارچوبه، سفید       | 0.036                  |
| چای سبز، بو داده    | 0.022                  |
| کدو سبز             | 0.011                  |
| فلفل، سبز           | 0.008                  |
| خیار                | 0.001                  |
| شیتاکه، خشک شده     | 1060                   |
| شیتاکه              | 0.071                  |
| قارچ                | 0.042                  |
| ترافل               | 0.009                  |
| گردو                | 0.658                  |
| توت فرنگی           | 0.045                  |
| آب سیب              | 0.021                  |
| گلابی               | 0.020                  |
| آووکادو             | 0.018                  |
| کیوی                | 0.005                  |
| خوشه انگور، قرمز    | 0.005                  |
| سیب                 | 0.004                  |
| کومبو، خشک شده      | 1.4-3.2                |
| نوری                | 1,378                  |
| بیدار               | 0.009                  |

| مواد خوراکیی      | گلوتامات کسر جرمی در % |
| ----------------- | ---------------------- |
| سس سویا، کره ای   | 1264                   |
| سس سویا، چینی     | 0.926                  |
| سس سویا، ژاپنی    | 0.782                  |
| سومبالا           | 1700                   |
| دوچی (لوبیا سیاه) | 1080                   |
| میسو              | 0.5-1                  |
| تمپه              | 0.985                  |
| ناتو              | 0.136                  |
| منظور             | 0.186                  |
| آنچوی             | 1200                   |
| سس ماهی ژاپنی     | 1,383                  |
| سس ماهی، ویتنامی  | 1,370                  |
| سس ماهی، تایلندی  | 0.950                  |
| سس ماهی، چینی     | 0.828                  |
| گاروم             | 0.623                  |

## به عنوان تقویت کننده طعم استفاده کنید
گلوتامیک اسید به ویژه در صنایع خوراکیی امروزی استفاده می‌شود، جایی که از آن به عنوان یک تقویت کننده طعم استفاده می‌شود. نمک‌های اسید گلوتامیک مانند مونوسدیم گلوتامات (ام اس جی) نیز به صورت صنعتی تولید شده و به‌طور گسترده به عنوان یک افزودنی از گروه تقویت کننده‌های طعم در خوراکها استفاده می‌شود.
اسید گلوتامیک اولین بار در سال ۱۸۶۶ توسط شیمیدان آلمانی هاینریش ریتاوزن از گلوتن گندم جدا شد. در سال ۱۹۰۸، محقق ژاپنی کیکونائه آکدا اهمیت آن را برای کیفیت طعم کشف کرد. وی علت عطر و طعم خاص پنیر، گوشت و گوجه فرنگی را که چهار مزه شناخته شده شیرین، ترش، شور و تلخ پوشانده نمی‌شود، بررسی کرد. او توانست گلوتامات را از کونبو جلبک دریایی مورد استفاده در ژاپن در آشپزخانه استخراج کند و ثابت کند که گلوتامات مسئول طعم خاص اومامی است. او بعداً شرکت آجی‌نوموتو را با صنعتگر Saburôsuke Suzuki تأسیس کرد تا کشف خود را به بازار عرضه کند. امروزه مونوسدیم گلوتامات عمدتاً در آسیای جنوب شرقی با کمک باکتری Corynebacterium glutamicum (1.7 میلیون) از طریق بیوتکنولوژی (تخمیر) تولید می‌شود. تن در سال).
به ویژه در اروپای غربی، مصرف‌کنندگان مایلند کمتر از این مواد استفاده شود، زیرا مصرف‌کنندگان آنها را طبیعی نمی‌دانند، حتی اگر زیست‌فناوری شده باشند و طبق تعریف قانونگذار طبیعی باشند. اسید گلوتامیک خالص اضافه شده یا نمک‌های آن عمدتاً در خوراکهای آسیایی و در تولید صنعتی خوراکهای آماده استفاده می‌شود. در مورد خوراکهای پیش ساخته، برای جبران از دست دادن طعم ناشی از پختن، سترون کردن و انجماد عمیق در نظر گرفته شده‌است. گلوتامات‌ها می‌توانند طعم‌های نامطلوب احتمالی را که می‌توانند از نگهداری بیش از حد طولانی مدت یا از فساد مواد خوراکیی ناشی شوند، بپوشانند. بازار جهانی مونو سدیم گلوتامات تولید صنعتی در سال ۲۰۰۹ حدود ۲ میلیون تن بود.

### تنظیم حقوقی
در آلمان، گلوتامات‌ها به عنوان یک افزودنی خوراکی تا حداکثر ۱۰ گرم بر کیلوگرم مجاز بودند (محاسبه شده به عنوان اسید گلوتامیک). در سطح اتحادیه اروپا، استفاده از اسید گلوتامیک و نمک‌های آن به عنوان یک افزودنی خوراکیی توسط مقررات (EC) شماره ۱۳۳۳/۲۰۰۸ تنظیم می‌شود. این مقررات، که یک مقررات اروپایی است – بدون اجرا در قوانین ملی – به‌طور مستقیم در همه کشورهای عضو قابل اجرا است، حداکثر دوز مجاز روزانه را مشخص می‌کند (ETD ; انگلیسی: acceptable daily intake , ADI) مشخص نشده‌است.

### بررسی سلامت
بر اساس پژوهش‌های علمی، کمیسیون سنای دی اف جی بر این باور است که گلوتامات برای سلامتی بی‌ضرر است (طبق بیانیه سال ۲۰۰۵).
در مورد حساسیت مفرط، گمان می‌رفت که مونو سدیم گلوتامات (ام اس جی) محرک سندرم رستوران چینی باشد. اگرچه هنوز نمی‌توان وجود افرادی را رد کرد که به ام اس جی حساس هستند، در یک مطالعه دوسوکور در سال ۱۹۸۷ توسط هیئت متخصص سازمان خواربار و کشاورزی (FAO) و سازمان بهداشت جهانی (WHO)، سازمان مشترک FAO/ کمیته تخصصی WHO در مورد افزودنی‌های خوراکیی (JECFA) به افرادی که اعلام کرده‌اند از سندرم به اصطلاح رستوران چینی رنج می‌برند، نمی‌توان علت آن را شناسایی کرد.
شواهدی پیدا شده‌است که اختلالات متابولیسم درون زا گلوتامات با بیماری‌های مزمن مانند بیماری آلزایمر، بیماری پارکینسون، بیماری هانتینگتون و اسکلروز جانبی آمیوتروفیک (ALS) مرتبط است، اگرچه به نظر نمی‌رسد گلوتامات مصرف شده با خوراک (گلوتامات اگزوژن) نقشی بازی کند. یک رژیم خوراکیی غنی از گلوتامات هیچ تأثیری بر غلظت L- گلوتامات مغزی ندارد و تأثیر آن بر سطح گلوتامات خون نیز با محدوده نوسانات فیزیولوژیکی طبیعی مطابقت دارد. علاوه بر این، ارتباط بین گلوتامات و چاقی در حال بررسی است، اما تاکنون بدون هیچ مدرک معنی‌داری. یک مطالعه در سال ۲۰۱۰ نشان داد که افزایش سطح سرمی گلوتامات با سرطان تهاجمی پروستات مرتبط است.

## ادبیات
- Silvia Ortega-Gutiérrez: Excitotoxizität: Tödliche Reize. In: Gehirn & Geist. Nr. 4, 2007 (spektrum.de).
- Kathi Dittrich: Glutamat – Harmlos oder Nervengift? In: UGB-Forum. Nr. 2, 2004, S. 100–101 (ugb.de [PDF]).